# HD 30545
HD 30545，又名BD+03 681，SAO 112098、HR 1534，是一颗恒星，视星等为6.03，位于銀經194.39，銀緯-25.12，其B1900.0坐标为赤經4h 43m 29.5s，赤緯+3° -25.12′ 45″。